# … Sings Modern Talking: Ready For Romance
… Sings Modern Talking: Ready For Romance – dwudziesty pierwszy solowy album niemieckiego piosenkarza Thomasa Andersa, wydany 20 czerwca 2025 roku. Jest to trzeci album z serii Thomas Anders ...sings Modern Talking.

## Lista utworów
| Nr  | Tytuł utworu                                                             | Długość |
| --- | ------------------------------------------------------------------------ | ------- |
| 1.  | „Brother Louie (Thomas' Version)”                                        | 3:53    |
| 2.  | „Just We Two (Mona Lisa) (Thomas' Version)”                              | 4:10    |
| 3.  | „Lady Lai (Thomas' Version)”                                             | 4:20    |
| 4.  | „Doctor For My Heart (Thomas' Version)”                                  | 3:20    |
| 5.  | „Save Me - Don't Break Me (Thomas' Version)”                             | 3:54    |
| 6.  | „Atlantis Is Calling (S.O.S. For Love) (Thomas' Version)”                | 4:04    |
| 7.  | „Keep Love Alive (Thomas' Version)”                                      | 3:44    |
| 8.  | „Hey You (Thomas' Version)”                                              | 3:37    |
| 9.  | „Angie's Heart (Thomas' Version)”                                        | 3:49    |
| 10. | „Only Love Can Break My Heart (Thomas' Version)”                         | 3:49    |
| 11. | „Midnight Lover (New Bonus Track)”                                       | 3:23    |
| 12. | „Lonely Lady Blue (New Bonus Track)”                                     | 3:26    |
| 13. | „Brother Louie (Thomas' Version - In The Mix)”                           | 2:56    |
| 14. | „Just We Two (Mona Lisa) (Thomas' Version - In The Mix)”                 | 3:34    |
| 15. | „Lady Lai (Thomas' Version - In The Mix)”                                | 4:28    |
| 16. | „Doctor For My Heart (Thomas' Version - In The Mix)”                     | 2:55    |
| 17. | „Save Me - Don't Break Me (Thomas' Version - In The Mix)”                | 3:19    |
| 18. | „Atlantis Is Calling (S.O.S. For Love) (Thomas' Version - In The Mix)”   | 3:23    |
| 19. | „Keep Love Alive (Thomas' Version - In The Mix)”                         | 3:20    |
| 20. | „Hey You (Thomas' Version - In The Mix)”                                 | 3:02    |
| 21. | „Angie's Heart (Thomas' Version - In The Mix)”                           | 3:15    |
| 22. | „Only Love Can Break My Heart (Thomas' Version - In The Mix)”            | 3:06    |
| 23. | „Midnight Lover (New Bonus Track - In The Mix)”                          | 2:58    |
| 24. | „Lonely Lady Blue (New Bonus Track - In The Mix)”                        | 2:59    |
| 25. | „Brother Louie (Thomas' Version - Instrumental)”                         | 3:53    |
| 26. | „Just We Two (Mona Lisa) (Thomas' Version - Instrumental)”               | 4:10    |
| 27. | „Lady Lai (Thomas' Version - Instrumental)”                              | 4:20    |
| 28. | „Doctor For My Heart (Thomas' Version - Instrumental)”                   | 3:20    |
| 29. | „Save Me - Don't Break Me (Thomas' Version - Instrumental)”              | 3:54    |
| 30. | „Atlantis Is Calling (S.O.S. For Love) (Thomas' Version - Instrumental)” | 4:04    |
| 31. | „Keep Love Alive (Thomas' Version - Instrumental)”                       | 3:44    |
| 32. | „Hey You (Thomas' Version - Instrumental)”                               | 3:37    |
| 33. | „Angie's Heart (Thomas' Version - Instrumental)”                         | 3:49    |
| 34. | „Only Love Can Break My Heart (Thomas' Version - Instrumental)”          | 3:49    |
| 35. | „Midnight Lover (New Bonus Track - Instrumental)”                        | 3:23    |
| 36. | „Lonely Lady Blue (New Bonus Track - Instrumental)”                      | 3:26    |
|     |                                                                          | 2:10:13 |

Na podstawie Discogs.